# 横山茂之
横山 茂之（よこやま しげゆき、1953年 - ）は、日本の分子生物学者・生物物理学者。理化学研究所特別招聘研究員。理学博士。東京大学名誉教授。専門は構造生物学。580億円もの巨額な公的研究費によって行われたタンパク3000プロジェクトの代表責任者であった。

## 経歴
- 1953年 - 東京都生まれ[3]
- 1975年 - 東京大学理学部生物化学科卒業
- 1977年 - 東京大学大学院理学系研究科修士課程修了
- 1981年 - 東京大学大学院理学系研究科博士課程修了
- 1981年 - 日本学術振興会奨励研究員
- 1982年 - 東京大学理学部助手
- 1986年 - 東京大学理学部助教授
- 1991年 - 東京大学理学部教授
- 1993年 - 東京大学大学院理学系研究科教授
- 1993年 - 理化学研究所主任研究員
- 1998年 - 理化学研究所ゲノム科学総合研究センタープロジェクトディレクター
- 2008年 - 理化学研究所生命分子システム基盤研究領域長
- 2013年 - 理化学研究所横山構造生物学研究室上席研究員
- 2018年 - 理化学研究所横山特別研究室特別招聘研究員
- 2018年 - 順天堂大学医学部生化学第一講座客員教授
- 2023年 - 信州大学医学部特任教授

## タンパク3000プロジェクトについての議論
タンパク3000プロジェクトとは、2002年からの5年間の間に、生命を司るのに重要なタンパク質のうち1/3に相当する約3000種以上のタンパク質の基本構造の解明およびその機能の解析を行うことを目標とした日本の国家プロジェクトであった。580億円という巨額の公的予算に見合う意義等について厳しい批判がNature誌や朝日新聞などに掲載された。横山らは批判に対して反論を行った。

## アディポネクチン受容体に関する議論
横山は東京大学医学部糖尿病内科とアディポネクチンの受容体であるAdipoRについて共同研究を行い、AdipoRのアゴニストとして働く化合物アディポロン（AdipoRon）の発見を共著で発表した。肥満による生活習慣病の夢の治療薬としてアディポロンが期待できたことから、医療のみならず社会そのものが変わるという推測もなされ、マスメディアは偉業と報道した。また、横山らはAdipoRの結晶構造をNature誌にArticleとして2015年4月に報告した。一方で、AdipoRについては、横山が共著者であるNature誌の論文を含む、東京大学医学部が主著者である多数の論文に不正が疑われるデータが大量に存在することが2014年の大晦日から2016年にかけて匿名AやOrdinary_researchersによって指摘されている。そして2019年には、上記のAdipoRと呼ばれるタンパク質は膜流動性に関与しており、アディポネクチンとは無関係であるという報告がなされた。

## 栄誉・受賞
- 2015年 - 持田記念学術賞、藤原賞
- 2018年 - 武田医学賞
- 2019年 - 紫綬褒章受章[21][22]